# 苫前町
苫前町（日语：／ Tomamae chō */?）是日本北海道留萌振興局中部的一町，位於留萌地區的中部，臨日本海，以北海道最大的風力發電風車設施而聞名。當地主要產業為沿海漁業、農業和林業，以生產稻米為主。
名稱源自阿伊努語的「toma-oma-i」（有蝦夷延胡索的地方）或「enrum-oma-moy」（在海岬處的海灣）。

## 歷史
- 1880年：苫前村、白志泊村、力昼村設置戶長役場於苫前村。
- 1894年：
  - 白志泊村併入苫前村。
  - 羽幌村（現在的羽幌町）從苫前村分村。[2]
- 1897年：苫前村戶長役場與羽幌村戶長役場分別設置。
- 1902年4月1日： 力昼村併入苫前村，成為北海道二級村。
- 1915年
  - 4月1日：成為北海道一級村。
  - 12月9日~14日：發生三毛別棕熊襲擊事件，造成7人死亡、3人重傷，為日本史上最嚴重的棕熊襲擊事件。
- 1948年10月1日：改制為苫前町。

## 交通

### 鐵路
- 羽幌線（已廢線）
- 古丹別森林鐵道（已廢線）
- 羽幌煤礦鐵道上羽幌線（已廢線）

### 道路
| 一般國道 - 國道232號 - 國道239號 | 道道 - 北海道道437號羽幌原野古丹別停車場線 - 北海道道483號苫前港線 - 北海道道582號苫前停車場線 - 北海道道741號上遠別霧立線 - 北海道道742號霧立小平線 - 北海道道1049號苫前小平線 - 北海道道1062號力昼九重線 - 北海道道1063號小川古丹別線 |

## 觀光景點

### 觀光
- 苫前溫泉
- 苫前町立郷土資料館：有展示三毛別棕熊襲擊事件之相關史料[3]

### 文化財
- 熊獅子舞（苫前町無形文化財）：紀念三毛羆事件的舞蹈。[4]
- 修羅（苫前町有形文化財）：山裡在雪地上搬運木材的工具。
- 岡田家番屋（北海道遺產）：過去的捕鯡漁小屋。

## 教育

### 大學施設
- 北海道大學理學部苫前地震地殼變動觀測所

### 高等學校
- 道立北海道苫前商業高等學校 （页面存档备份，存于）

### 中學校
| - 苫前町立古丹別中學校 | - 苫前町立苫前中學校 |

### 小學校
| - 苫前町立古丹別小學校 | - 苫前町立苫前小學校 |

## 姊妹市・友好都市

### 日本
- 長島町（三重縣）：現已併入桑名市

## 外部連結
- （日語）FC苫前（苫前町相片集）
- （日語）苫前溫泉「ふわっと」
- （日語）苫前町農會 （页面存档备份，存于）
- （日語）苫前町商工會 （页面存档备份，存于）